# Lonicera graebneri
Lonicera graebneri är en kaprifolväxtart som beskrevs av Alfred Rehder. Lonicera graebneri ingår i släktet tryar, och familjen kaprifolväxter. Inga underarter finns listade i Catalogue of Life.